# I sette nani alla riscossa
I sette nani alla riscossa è un film del 1951 diretto da Paolo William Tamburella.
Il film prodotto, sceneggiato, diretto e distribuito da Paolo William Tamburella, è anche l'ultima pellicola del regista e produttore, per la sua precoce scomparsa all'età di 41 anni, prima della distribuzione del film nelle sale.

## Trama
Nel loro castello Biancaneve e lo sposo principe Biondello vivono gli anni della loro felicità sino alla notizia del Principe Nero che con la sua armata sta invadendo il Regno dei due.
Si tratta di una voce messa in giro per obbligare il principe Biondello a partire per il fronte e lasciare sola e indifesa Biancaneve, che qualche tempo dopo apprende, da un messaggero, che lo sposo è stato fatto prigioniero, dopodiché anche Biancaneve viene catturata dagli uomini del Principe Nero.
Ma i sette nani apprendono in sogno della cattiva sorte della diletta Biancaneve, e si mettono in cammino per soccorrere la fanciulla, nel frattempo sottoposta alle prepotenze del Principe che vuole obbligarla al matrimonio.
I nani riescono a liberare Biondello, e tutti insieme accorrono alla prigione di Biancaneve, sconfiggono il Principe Nero, che sarà, suo malgrado, obbligato a divenire il servo dei sette nani.

## Incassi
Incasso accertato sino alla data del 31 marzo 1959 £ 67.652.359